# Mormonilla phasma
Mormonilla phasma is een eenoogkreeftjessoort uit de familie van de Mormonillidae. De wetenschappelijke naam van de soort is voor het eerst geldig gepubliceerd in 1891 door Giesbrecht.